# Гук, Роберт
Ро́берт Гук (англ. Robert Hooke; Роберт Хук, 18 (28) июля 1635 — 3 (14) марта 1703) — английский естествоиспытатель и изобретатель. Член Лондонского королевского общества (1663).
Гука смело можно назвать одним из отцов физики, в особенности экспериментальной, но и во многих других науках ему принадлежат зачастую одни из первых основополагающих работ и множество открытий.

## Биография
Отец Гука подготавливал его первоначально к духовной деятельности, но ввиду слабого здоровья Роберта и проявляемой им способности к занятию механикой предназначил его к изучению часового мастерства. Впоследствии, однако, молодой Гук проявил интерес к научным занятиям и вследствие этого был отправлен в Вестминстерскую школу, где успешно изучал языки (латинский, древнегреческий, иврит), но в особенности интересовался математикой и показал большую способность к физике и химии.
Способность его к занятиям физикой и химией была признана и оценена учёными Оксфордского университета, в котором он стал заниматься с 1653 года. Он стал помощником химика Виллиса, а потом известного физика Роберта Бойля.
- C 1662 был куратором экспериментов при Лондонском Королевском обществе (с момента его создания).
- В 1663 Королевское общество, признав полезность и важность его открытий, сделало его своим членом.
- В 1677—1683 был секретарём этого общества.
- С 1664 — профессор Лондонского университета (профессор геометрии в Gresham College).
- В 1665 публикует книгу «Микрография»[9] с описанием его микроскопических и телескопических наблюдений, содержащую публикацию существенных открытий в биологии.
- С 1667 Гук читает «Кутлеровские  лекции» по механике.

## Открытия
К числу открытий Гука принадлежат:
- открытие пропорциональности между упругими растяжениями, сжатиями и изгибами, и производящими их напряжениями (закон Гука),
- правильная формулировка закона всемирного тяготения (приоритет Гука оспаривался Ньютоном, но, по-видимому, не в части формулировки — сила тяготения обратно пропорциональна квадрату расстояния; кроме того, Ньютон утверждал о независимом и более раннем открытии этой формулы, которую, однако, до открытия Гуком никому не сообщал),
- открытие цветов тонких плёнок (то есть, в конечном итоге, явления интерференции света),
- идея о волнообразном распространении света (более или менее одновременно с Гюйгенсом), экспериментальное обоснование её открытой Гуком интерференцией света, волновая теория света,
- гипотеза о поперечном характере световых волн,
- открытия в акустике, например, демонстрация того, что высота звука определяется частотой колебаний,
- теоретическое положение о сущности теплоты как движения частиц тела,
- открытие постоянства температуры таяния льда и кипения воды,
- закон Бойля (каков здесь вклад Гука, Бойля и его ученика Ричарда Таунли (Richard Townley) — не до конца ясно),
- первое наблюдение живой клетки с помощью усовершенствованного им микроскопа; также женской яйцеклетки и мужских сперматозоидов.
- Гуку же принадлежит сам термин «клетка» (англ. cell).

и многое другое.
Кроме закона упругих деформаций, во многих открытиях Гук не имеет исключительного первенства: так, цвета тонких плёнок в мыльных пузырях Бойль заметил за 9 лет до Гука; но Гук, наблюдая цвета тонких пластинок гипса, подметил периодичность цветов в зависимости от толщины; постоянство температуры таяния льда он открыл не ранее членов флорентийской академии, но постоянство температуры кипения воды подмечено им ранее Ренальдини; идея о волнообразном распространении света высказана им позже Гримальди, хотя и в более четком, определённом и чистом виде.

### Закон упругих деформаций
Пропорциональность между деформацией и упругой силой, как утверждает Гук в своём сочинении «De potentia restitutiva», опубликованном в 1678, открыта им на 18 лет раньше, а в 1676 открытие было помещено в другой его книге в виде анаграммы «ceiiinosssttuv», означающей «Ut tensio sic vis» («каково растяжение, такова и сила»). По объяснению автора, вышесказанный закон пропорциональности применяется не только к металлам, но и к дереву, камням, рогу, костям, стеклу, шёлку, волосу и проч. В настоящее время закон Гука в обобщённом виде служит основанием математической теории упругости.

### Закон всемирного тяготения
Идею же об универсальной силе тяготения, следуя Кеплеру, Гук имел с середины 1660-х годов, затем, ещё в недостаточно определённой форме, он выразил её в 1674 в трактате «Попытка доказательства движения Земли», но уже в письме 6 января 1680 года Ньютону Гук впервые ясно формулирует закон всемирного тяготения и предлагает Ньютону, как математически более компетентному исследователю, строго математически обосновать его, показав связь с первым законом Кеплера для некруговых орбит (вполне вероятно, уже имея приближённое решение). С этого письма, насколько сейчас известно, начинается документальная история закона всемирного тяготения. Непосредственными предшественниками Гука называют Кеплера, Борелли и Буллиальда, хотя их взгляды достаточно далеки от ясной правильной формулировки. Ньютону также принадлежат некоторые работы по тяготению, предшествовавшие результатам Гука, однако большинство самых важных результатов, о которых позднее вспоминал Ньютон, во всяком случае не было им никому сообщено.
В. И. Арнольд в книге «Гюйгенс и Барроу, Ньютон и Гук» аргументирует, в том числе документально, утверждение, что именно Гуком был открыт закон всемирного тяготения (закон обратных квадратов для центральной гравитационной силы), и даже вполне корректно обоснован им для случая круговых орбит, Ньютон же доделал это обоснование для случая эллиптических орбит (по инициативе Гука: последний сообщил ему свои результаты и попросил заняться этой задачей). Приводимые там цитаты Ньютона, оспаривающего приоритет Гука, говорят лишь о том, что Ньютон придавал своей части доказательства несоизмеримо большую значимость (в силу её трудности и т. д.), но отнюдь не отрицает принадлежность Гуку формулировки закона. Таким образом, приоритет формулировки и первоначального обоснования следует отдать Гуку (если, конечно, не кому-то до него), и он же, судя по всему, ясно сформулировал Ньютону задачу завершения обоснования. Ньютон, впрочем, утверждал, что сделал это же открытие независимо и раньше, но он никому об этом не сообщал, и не осталось никаких документальных свидетельств этого; кроме того, в любом случае, Ньютон забросил работы по этой теме, которые возобновил, по его признанию, под влиянием письма Гука.
Ряд современных авторов полагают, что главным вкладом Гука в небесную механику было представление движения Земли в виде суперпозиции движения по инерции (по касательной к траектории) и падения на Солнце как тяготеющий центр, что оказало, в частности, серьёзное влияние на Ньютона. В частности, этот способ рассмотрения давал непосредственную базу для выяснения природы второго закона Кеплера (сохранения момента импульса при центральной силе), что явилось ключом и к полному решению кеплеровой задачи.

### Оптические исследования
С помощью усовершенствованного им микроскопа Гук наблюдал структуру растений и дал чёткий рисунок, впервые показавший клеточное строение пробки (термин «клетка» был введён Гуком). В своей работе «Микрография» (Micrographia, 1665) он описал клетки бузины, укропа, моркови, привёл изображения весьма мелких объектов, таких как глаз мухи, комара и его личинки, детально описал клеточное строение пробки, крыла пчелы, плесени, мха. В этой же работе Гук изложил свою теорию цветов, объяснил окраску тонких слоёв отражением света от их верхней и нижней границ. Гук придерживался волновой теории света и оспаривал корпускулярную.

### Другие исследования
Теплоту Гук считал результатом механического движения частиц вещества, то есть придерживался молекулярно-кинетических воззрений. Установив постоянство температур замерзания и кипения воды, вместе с Гюйгенсом, около 1660 года предложил эти точки в качестве реперных для шкалы термометра.
В упомянутой выше книге Арнольда указывается, что Гуку принадлежит открытие закона, который в современной литературе принято называть законом Бойля, причём утверждается, что сам Бойль не только не оспаривает это, но явно об этом пишет (самому же Бойлю принадлежит лишь первенство публикации). Впрочем, реальный вклад Бойля и его ученика Ричарда Таунли (Richard Townley) в открытие этого закона мог быть и достаточно велик.
В 1667 году Гук производил опыты, моделирующие образование лунных кратеров. В одном из них он бросал горошины в жидкую глину, в другом — кипятил масло и наблюдал за его поверхностью. Таким образом, Гук заложил основы обеих впоследствии конкурировавших теорий образования кратеров: ударной и вулканической.
Вклад Гука в наблюдательную астрономию заключается в том, что он обратил внимание на пятна на поверхности Юпитера и Марса и по движению их определил, одновременно с Джованни Кассини, скорости вращения этих планет вокруг собственных осей.
Гук производил наблюдения с целью определить влияние вращения Земли на падение тел и занимался многими другими вопросами, например, о влияниях волосности (капиллярности), сцепления, о взвешивании воздуха, об удельном весе льда.

## Изобретения
Изобретения Гука весьма разнообразны.
Между 1656 до 1658 гг. Гук изобрёл спиральную пружину для регулирования хода часов. По указаниям Гука часовой мастер Томпсон сделал для Карла II первые часы с регулирующей пружиной. Нидерландский механик, физик и математик Христиан Гюйгенс применил регулирующую спираль позже Гука, но независимо от него; зацепляющие части (echappement), придуманные ими, неодинаковы. Идею о применении конического маятника к регулированию часов Гук приписывал себе и оспаривал первенство у Гюйгенса.
В 1666 г. Гук изобрёл спиртовой уровень, в 1665 представил королевскому обществу малый квадрант, в котором алидада перемещалась с помощью микрометренного винта, так что представлялась возможность отсчитывать минуты и секунды; далее, когда найдено было удобным заменить диоптры астрономических инструментов трубами, он предложил помещать в окуляр нитяную сетку. Вообще Гук сделал немало усовершенствований в конструкции телескопов диоптрических и катоптрических; стёкла он шлифовал сам, много занимался наблюдениями.
В 1684 г. Гук изобрёл первую в мире систему оптического телеграфа.
Гук изобрёл множество различных механизмов, в частности для построения различных геометрических кривых (эллипсов, парабол). В 1666 Гук представил Королевскому обществу модель изобретённых им винтовых зубчатых колёс, описанных им впоследствии в «Lectiones Cutlerianae» (1674). Эти винтовые колёса известны теперь под именем Вайтовых колёс. Карданово сочленение, служившее дотоле для подвеса ламп и компасных коробок на судах, Гук применил для передачи вращений между двумя валами, пересекающимися под произвольным углом.
Предложил прототип тепловых машин.
Для метеорологических наблюдений Гук изобрёл термометр-минима, усовершенствованный ртутный барометр со стрелочным указателем, гигрометр, анемометр, регистрирующий дождемер.
Гук изобрёл особый ареометр для определения степени пресности речной воды (water-poise).

### Вклад в архитектуру и градостроительство
Гук был главным помощником Кристофера Рена при восстановлении Лондона после великого пожара 1666 года. В сотрудничестве с Реном и самостоятельно построил в качестве архитектора несколько зданий (например, Гринвичскую обсерваторию, церковь Вилленского прихода в Милтон-Кинсе). Купол лондонского Собора Святого Павла построен с использованием метода, придуманного Гуком.
Гук внёс вклад и в градостроительство, предложив новую схему планировки улиц при восстановлении Лондона.

## Сочинения
- Micrographia (1665) — описание ряда исследований с использованием микроскопа и телескопа, а также оригинальных наблюдений в биологии.
- «Lectiones Cutlerianae» (1674) — кутлеровские лекции по механике.

## Личность учёного и споры вокруг него
Гук и Исаак Ньютон спорили о приоритете в ряде открытий из области гравитации, астрономии и оптики. Гук и Ньютон обладали сложными характерами и у них были споры и конфликты. После смерти Гука Ньютон выражал сомнения в первенстве Гука; существует миф, что сменив Гука на посту председателя Королевского общества, Ньютон якобы уничтожил или не сохранил единственный портрет Гука.
Гук имел репутацию изобретателя и хорошего ученого, но эти конфликты с Ньютоном бросили тень на его имя, и он приобрел репутацию завистника и противника Ньютона. Так получилось, что имея определенную славу при жизни, после нее и в частности в наше время он не так известен как тот же самый его оппонент сэр Исаак.
В XX веке исследователи Роберт Гюнтер и Маргарет Эспинасс возродили наследие Гука, показав его одним из самых влиятельных ученых своего времени.
Получили признание изобретательность Гука, его замечательные способности к экспериментам и трудоёмкой работе. Он имел ряд патентов на изобретения и усовершенствования в области теории упругости, оптики и барометрии. Документы Гука из Королевского общества, исчезнувшие при Ньютоне и вновь обнаруженные в 2006 году, могут стать поводом для современной переоценки.
Многое было написано о скверном характере Гука уже его первым биографом Ричардом Уоллером. Комментарии Уоллера влияли на отношение к личности Гука на протяжении более двух столетий, так что образ Гука как человека всегда недовольного, эгоистичного, нелюдимого и скупого доминирует во многих старых книгах и статьях. Например, Артур Берри сказал, что Гук «присвоил себе заслуги в большинстве научных открытий того времени». Салливан писал, что Гук был «совершенно беспринципным» и в отношениях с Ньютоном выражал «ревнивое тщеславие». Мануэль использовал фразу «сварливый, завистливый, мстительный» в своем описании. Мор упомянул «циничный характер» и «едкий язык». Андраде писал более сочувственно, но все же использовал характеристики «трудный в общении», «подозрительный» и «раздражительный».
Публикация дневника Гука в 1935 году выявила ранее неизвестные подробности его социальных и семейных отношений. Биограф Маргарет Эспинасс утверждает, что «представление, которое обычно изображают Гука как угрюмого… отшельника, совершенно ложно». Гук общался с известными мастерами, такими как Томас Томпион (часовщик), и Кристофер Кокс (изготовитель инструментов). Он часто встречался с Кристофером Реном, с которым у него было много общих интересов, и крепко дружил с Джоном Обри. В дневниках Гука также часто упоминаются встречи в кофейнях и тавернах и обеды с Робертом Бойлем. Гук пил чай со своим лаборантом Гарри Хантом. Хотя Гук в основном жил один, кроме слуг, которые управляли его домом, его племянница Грейс Гук и двоюродный брат Том Джайлз провели с ним несколько лет в детстве.
Гук никогда не был женат. В дневнике его записано, что он насиловал свою племянницу Грейс, которая находилась под его опекой в возрасте от 10 до 17 лет. Гук также имел сексуальные отношения с несколькими горничными и экономками, и отмечает, что одна из этих экономок родила девочку, но он не признал отцовство ребенка.
Гук страдал от головных болей, головокружений и приступов бессонницы. Подходя к ним в том же научном духе, который он привнес в свою работу, он экспериментировал с самолечением, усердно записывая симптомы, вещества и эффекты в своем дневнике. Регулярно употреблял нашатырный спирт, очищающие средства и опиаты, которые со временем оказывали все большее влияние на его физическое и психическое здоровье.
3 марта 1703 года Гук умер в Лондоне, слепой и прикованный к постели в течение последнего года жизни. В его комнате в Грешем-колледже был найден сундук с 8000 фунтов стерлингов. Хотя он говорил о том, что собирается оставить щедрое наследство Королевскому обществу, которое дало бы его имя библиотеке, лаборатории и лекциям, завещание не было найдено, и деньги перешли к двоюродной сестре Элизабет Стивенс.
Гук похоронен в церкви Святой Елены, но точное местонахождение его могилы неизвестно.

## Память
Как выглядел Роберт Гук, неизвестно. Длительное время считалось, что на портрете, опубликованном 3 июля 1939 года в журнале «Тайм», изображён Гук, а Лиза Джардин даже поместила его на обложку своей книги о Гуке. Однако позже исследователи пришли к заключению, что на портрете изображён фламандский химик и физиолог Ян Баптиста ван Гельмонт.
В конце XVIII века Иоганн Шрётер присвоил имя Роберта Гука кратеру на видимой стороне Луны.